# DOA (singolo)
DOA è un singolo del gruppo musicale statunitense Foo Fighters, pubblicato il 5 settembre 2005 come secondo estratto dal quinto album in studio In Your Honor.

## Descrizione
Il titolo del brano fa riferimento al termine medico inglese dead on arrival. Una prima versione demo è stata successivamente inclusa nell'EP Five Songs and a Cover, uscito anch'esso nel 2005.

## Video musicale
Il video, diretto da Michael Palmieri, mostra i Foo Fighters mentre suonano il brano in una stanza luminosa che gira su se stessa e gli stessi membri del gruppo su un treno dove gli oggetti si comportano come se il treno medesimo stesse ruotando su se stesso.
Nel programma Video Mods di MTV2 fu trasmesso un video alternativo in cui compaiono Darth Maul, Boba Fett, Dart Fener e Grievous al posto dei membri della band. In questa versione del video sono incluse anche alcune scene tratte dal videogioco Star Wars: Battlefront II.

## Tracce
CD singolo – parte 1
1. DOA – 4:12
2. I Feel Free – 2:56

CD singolo – parte 2
1. DOA – 4:12
2. Skin and Bones – 3:35
3. I Feel Free' – 2:56 – originariamente interpretata dai Cream
4. Best of You (Video) – 4:17

7"
- Lato A

1. DOA – 4:12

- Lato B

1. Razor (Acoustic Live) – 4:48

## Classifiche
| Classifica (2005)          | Posizione massima |
| -------------------------- | ----------------- |
| Australia                  | 39                |
| Nuova Zelanda              | 34                |
| Paesi Bassi                | 86                |
| Regno Unito                | 25                |
| Regno Unito (rock & metal) | 1                 |
| Stati Uniti                | 68                |
| Stati Uniti (alternative)  | 1                 |